# Samta Benyahia
Samta Benyahia (tiếng Ả Rập: صامته بن يحيى), sinh ra tại Constantine, Algeria vào năm 1950, là một nghệ sĩ người Pháp gốc Algérie. Cô được biết đến qua các mẫu vẽ hình học gọi là fatima.
Benyahia theo học tại trường đại học nghệ thuật École Nationale Supérieure des Arts Décoratifs, Paris từ năm 1974 đến năm 1980. Sau đó, cô được cử đi giảng dạy tại École supérieure des Beaux-Arts ở Algiers từ năm 1980 đến năm 1988.
Cô chuyển đến Pháp vào năm 1988 và được trao bằng Cử nhân Nghiên cứu Cấp cao về lĩnh vực nghệ thuật tạo hình đến từ trường Đại học Paris VIII. Hiện nay, cô vẫn đang sống và làm việc tại Pháp.
Trong hơn 20 năm qua, Benyahia đã tham gia vào nhiều nhóm triển lãm nghệ thuật, cũng như làm việc một mình tại các địa điểm trên khắp thế giới, bao gồm Dak'Art Biennale ở Dakar, Senegal (2004), Venice Biennial (2003), Modern Art Oxford tại Anh (2003), Kulturhuset tại thủ đô Stockholm của Thụy Điển (2004), Spacex Gallery tại Exeter, Anh (2001 – 2002), Residency and Exhibition Art in General tại New York (1996), cũng như tại một số nước châu Âu khác và các phòng trưng bày trên toàn thế giới.
Cô là em gái của họa sĩ và nhà điêu khắc Ahmed Benyahia, học trò của César Baldaccini tại đến từ trường nghệ thuật l'École des Beaux-Arts, Paris, người sau đó đã đồng thiết kế giải thưởng César của nền điện ảnh Pháp, tương đương với giải Oscar. Samta Benyahia cũng là cô của họa sĩ truyện tranh Racim Benyahia.